# 抵壘政策
抵壘政策（英語：Touch Base Policy），是1974年11月至1980年10月間英屬香港政府針對來自中华人民共和国非法入境者的難民政策，於1974年11月實施，此後由中國偷渡到香港市區（界限街以南）即得到香港居民的身分。抵壘（Touch Base）本是棒球用語，意指跑壘員只要能及時抵達並觸碰壘包，便不會出局。
香港的難民潮自1950年已經開始，大量難民出于政治或经济原因涌入香港。但香港政府对这些难民始终沒有一個確切的政策，既有收留抵達市區的偷渡客，亦經常有大規模的遣返行動，如1962年的大遣返。在1974年，經歷20多年偷渡潮後的香港，市區大量人口亦是於偷渡潮抵港，而很多在1950至1960年代在香港土生土長的人口亦是由逃港潮抵港人口所生，戰後移民佔總人口比例越來越少，而香港政府未有一個政策去決定偷渡抵港人口的香港居民的身分。不过香港政府基于人道主义，并未全面禁止中國居民来港。当时中华人民共和国的局势仍然动荡，不少人仍希望可偷渡来港。
抵壘政策同時亦確定了1974年以前（如夏雨（1962年）、劉千石（1960年），劉夢熊（1973年））及以後偷渡抵港的難民亦和戰後移民一樣擁有相同平等地位的香港居民的身分，使市區人口（包括戰後移民以及偷渡抵港的人士）擁有同樣的權益以及地位，減少了當時不同身份人口的磨擦。當年香港政府對新界的賣地以及開發遠低於香港以及九龍，中國居民如偷渡到新界不足以取得香港的居港權，香港警察在新界亦有強烈的拘捕工作，大多數的偷渡客亦遭到水警以及陸警的遣返。然而在大量人口偷渡之下，每日亦有數以百計人口成功避過香港警方搜捕抵達香港市區。

## 移居人口
1945年到1949年，中国共产党逐漸取得中國大陸的控制權，當時不少中國大陸的富人及知識精英逃到香港、台灣以及東南亞如新加坡等地，加上香港日佔時期歸鄉政策結束，香港人口由1945年的50萬上升到1950年的220萬，這批移民當中不少為商家、知識份子，但亦有部份為難民，但當時的難民亦是全中國較富有的一批，英屬香港政府歡迎這批來自中國各省的移民，這批移民以來自廣東省和福建省為主，各佔數十萬，此外，也有不少來自浙江省、江蘇省，甚至廣西、湖南、江西、安徽、山東、山西等省。他們在1950至1980年間亦有把親屬申請到港，當時申請來港人數由每日25人上升到後期的每日75人。
1949年10月，中华人民共和国建国。同年，英屬香港政府封锁港深边界，中港兩地人民自由往来历史结束。此后，根據入境處以及學者的研究，每年平均有數萬人偷渡抵港，最後大約200萬-250萬成功越過邊防線偷渡至香港市區，只計1962年的大逃港，日均五千「大軍南下」，廣東省方面的紀錄，1979年與1980年廣東約70萬人偷渡進入香港，循合法途徑進入香港的也達10萬人，根據香港大學教授周永新，香港政府一直有助木屋區人口上樓（公屋）的政策，但香港1981年仍然有70萬人口居住在木屋區，當中絕大多數都是1976年以後抵港的逃港者，因為逃港者太多，政府的十年建屋計劃不敷應用。

## 概況
中华人民共和国成立之後，中英双方達成共識，由中英雙方共同決定合法移民香港的人口，但能以合法移民身份移居香港的人少之又少。1950年至1980年代，因為中國經歷多次饑荒，大量人口偷渡香港，展開了為時三十多年的逃港潮。1962年英屬香港政府便大量遣返偷渡客。
1960年代以後，香港經濟起飛，市場上有廉價勞動力的需求，香港政府便以黑印以及綠印身份證來區份合法以及非法移民，當時偷渡到香港的人口尚沒有一個正式的香港居民身分，如夏雨（1962年）、劉千石（1960年），劉夢熊（1973年）便是抵壘政策前偷渡到香港的名人。
一方面，香港在1949年中华人民共和国成立後成為華人的資金避難港，英國亦在香港實施高地價政策以賺取最大的利潤，但中華人民共和國居民因為中港兩地日益擴大的經濟差距，全國人民亦有参與偷渡到香港，以廣東省最為嚴重，中英兩國亦有在邊境拘捕偷渡客，但每日亦有大約百多至二百人成功越過邊防偷渡到香港市區，基於治安問題，香港政府接受了當年的偷渡客，同時開始發展起香港的工業。
最终于1974年11月，香港政府宣佈實施抵壘政策，中國非法入境者若在偷渡到香港後能抵達市區，便可在香港居留，如果偷渡者在邊境範圍被執法人員截獲，則會被遣返。香港當局亦因此加強在邊境的管制，以減少非法入境者進入市區的機會。
不过，抵壘政策亦是充滿矛盾的。一方面，香港政府顧慮到，假如不給予抵壘者一個融入社會的途徑，他們會淪為黑市居民或黑市勞工，有一部份人甚至或者會從事非法活動。給予他們合法居留也可紓緩當時需求殷切的勞動市場，因為當時香港的工業，尤其是製衣業，仍是相當興旺，此類勞工密集型的行業能吸納大批勞動力，當中不少移民仍可自食其力，當中很多亦不須領用綜援等社會福利開支。另一方面，長期的抵壘政策間接鼓勵中國居民不斷嘗試冒險前往香港。組織偷渡的蛇頭成為一種新興的高利潤行業，沿海的年青一輩也不禁躍躍欲試，因而很多時造成金錢甚至人命上的損失。

## 終結
1978年12月起，中华人民共和国由鄧小平等人主導下開始實施改革開放，政治、經濟、社會等環境開始變得寬鬆，中国居民逃港的情况也开始逐年减少。同时，中國居民非法入境香港所带来的一系列社会问题也越來越嚴重。1980年10月23日，香港立法局三讀通過《1980年人民入境（修訂）（第2號）條例》，取消抵壘政策，轉而採取即捕即解政策。所有非法入境者一經發現，即須被遣返中国。